# ماكس بريندون كوستا بينهيرو
ماكس بريندون كوستا بينهيرو (بالبرتغالية: Max Brendon Costa Pinheiro‏) (10 يوليو 1983 في البرازيل - ) هو لاعب كرة قدم برازيلي في مركز الهجوم. لعب مع نادي بارانا ونادي بالميراس ونادي كورينثيانس ألاغوانو وبوافيستا سبورت ‏ وأمريكا دي ناتال ‏ وأتلتيكا  كالدينسي ‏ ونادي ناوتيكو وTocantinópolis Esporte Clube ‏.

## وصلات خارجية
- ماكس بريندون كوستا بينهيرو على موقع قاعدة بيانات كرة القدم.إي يو (الإنجليزية)
- ماكس بريندون كوستا بينهيرو على موقع Soccerway.com (الإنجليزية)